# スペシャルコント 志村けん in 探偵佐平60歳
『スペシャルコント 志村けん in 探偵佐平60歳』（スペシャルコント しむらけん イン たんていさへい60さい）は、NHKエンタープライズ制作の番組。2018年（平成30年）1月2日に、NHK総合テレビジョンで放送された。樋口有介による小説『木野塚探偵事務所だ』を原作としており、志村けんが同小説の主人公である私立探偵に扮して、難事件の解決に挑む様子をユーモラスに描く。

## あらすじ
木野塚佐平は警視庁で勤続37年、家庭では妻に頭の上がらない、冴えない男。60歳での定年退職を機に、長年の憧れだった私立探偵を開業する。トレンチコートや帽子を身に着けて、フィリップ・マーロウばりのハードボイルドな探偵を夢見るが、実は元警官といっても経理一筋で、刑事経験は一切無い。助手としてグラマーな女性を募集したものの、頭は切れるが理想とは程遠い、梅谷桃世を助手として雇うことになる。そんな彼のもとに、往年の大女優である高峰和子から、誘拐されたキンギョの捜索の依頼が舞い込む。佐平は事件解決を目指して、桃世と共に迷推理と珍捜査を繰り広げる。

## キャスト
- 木野塚佐平 - 志村けん[2]
- 梅谷桃世 - 伊藤沙莉[2]
- 高峰和子 - 高橋惠子[8]
- 佐平の妻 - 岸本加世子[2]

他に平泉成、津田寛治、堀内敬子、堀部圭亮、野間口徹、大悟（千鳥）、井出卓也、広岡由里子、中上サツキ、大津尋葵らが出演。

## テーマ曲
- 『ROCKET DIVE』 - 歌：hide with Spread Beaver
  - オープニングテーマ、およびエンディングテーマに起用された。

## スタッフ
- 原作 - 樋口有介『木野塚探偵事務所だ』[6]
- 脚本 - 内村宏幸、平松政俊、戸田幸宏、志村康徳[4][9]
- 演出 - 吉田照幸[6]
- 取材 - 飯田新、小山悠乃[9]
- 編集 - 新井孝夫[9]
- プロデューサー - 守屋篤、井澤秀治[9]
- 音響効果 - 武田拓也[9]
- 制作統括 - 水高満、西村崇、田ノ頭洋一[6]
- 制作 - NHKエンタープライズ[9]

## 製作
一話完結のストーリーであり、主演の志村けんは「木野塚佐平」という一つの役を演じる。『志村けんのバカ殿様』以外では、ほぼ初めてというその試みに、志村は「一つ一つのコントが独立している場合とは違い、“前にこういうことがあったから、次がこうなる”というフリが効いてくるのが面白いです」と語っていた。「この落ちで終わり」との区切りがあるショートコントと異なって1時間という長尺の番組だが、場面ごとに落ちがあるように作られており、通常のコントと大きな違いが無いように構成されている。
制作は、志村が座長を務めるNHKのコント番組『となりのシムラ』チームが行い、脚本には志村も参加した。志村は「ここはこうしよう」「ああしよう」と、何度も監督と練ったといい、笑いあり、涙ありの展開で構成されている。
共演者である岸本加世子、伊藤沙莉は、志村とは『となりのシムラ』でも共演経験がある。特に伊藤について志村は、『となりのシムラ』での演技を「さらっと演じるな、うまいなと思っていました」と語った。本作での志村自身の役柄は駄目な探偵であり、探偵事務所の運営や事件の謎解きに関して、伊藤の演じる助手がすべて先を越すという設定についても、志村は伊藤を「彼女がしっかりしているという設定なのですが、その辺がうまいですね」と絶賛した。
NHK BSプレミアムにて2020年（令和2年）に2度再放送が行われている。4月5日には前月に急逝した志村への追悼として放送（14:30 - 15:29）。また、8月29日にも21:00 - 21:59の枠で放送された。